# 그렉 올맨
그레고리 르누아르 "그레그" 올맨(Gregory LeNoir "Gregg" Allman, 1947년 12월 8일 ~ 2017년 5월 27일)은 미국의 음악가, 가수, 작곡가다. 올맨 브라더스 밴드의 일원으로 잘 알려져 있다.
테네시주 네시빌에서 태어나 유년기의 대부분을 고향에서 살았고, 이후 플로리다주 데이토나비치로 거주지를 옮긴다. 그의 형제 두에인 올먼은 청소년 시절 음악에 대한 관심을 키워오기 시작해 결국 1960년대 중반 더 올맨 조이스를 결성해 활동했다. 1967년 본거지를 로스앤젤레스로 옮겨왔고, 아워 글라스라는 이름으로 밴드 이름 개명 뒤 두 장의 음반을 리버티 레코드를 통해 발표한다. 1969년, 그와 두에인은 다시 재결합해 조지아주 매이컨에서 올맨 브라더스 밴드를 결성한다.
올맨 브라더스 밴드는 1970년대 초부터 주류에서 성공하기 시작했다. 이들의 라이브 음반 《At Fillmore East》은 상업적 및 예술적으로 큰 성과를 거두었다. 얼마 지나지 않아서 듀안이 1971년 오토바이 사고로 사망하고 이듬해 밴드의 베이스 연주자인 베리 오클리 또한 두에인의 사고 장소와 근접한 곳에서 오토바이 사고로 사망한다. 이들의 1973년 음반 《Brothers and Sisters》는 밴드의 가장 큰 히트를 기록했는데, 이 다음부터 올먼은 같은 해 데뷔 음반 《Laid Back》의 발표와 동시에 솔로 활동에 매진하게 된다. 밴드는 내부분열로 1975년 해산된다. 올먼은 팝 스타 셰어와 결혼해 다음 10년간 부부 관계를 계속했고, 한편 그는 그레그 올맨 밴드를 결성해서 솔로 활동을 계속했다. 잠시 동안 올맨 브라더스의 재결합이 있었으며 그 뒤로 10년간은 간간히 활동해오다 1987년 히트 싱글 〈I'm No Angel〉로 예상못한 최고 성공을 맛본다. 그 뒤로 두 개의 솔로 음반을 발표한 올맨 브라더스는 세 번째로 재결성되었고 1989년에 마지막으로 결성되어 2014년까지 활동을 이어나갔다. 그레그는 2011년에 《Low Country Blues》를, 2017년에 《Southern Blood》를 발표했다.
올먼은 자신의 음악 작업물을 통해 서던 록 개척자의 대표로 꼽히며 그래미상을 비롯한 많은 상을 받았다. 그는 로큰롤 명예의 전당과 조지아 음악 명예의 전당에 헌액되었다. 그는 독특한 목소리로 《롤링 스톤》이 선정한 "역대 가장 위대한 가수 100인"에 70위로 선정되었다. 올먼은 2012년 《마이 크로스 투 베어》라는 자서전을 발표했다.

## 사망
몇몇 보도에 따르면, 그레그는 건강상의 문제가 있었던 것으로 확인되었으며, 2017년 5월 27일 향년 69세의 나이로 조지아주 사바나의 자택에서 치명적인 심장마비로 사망했다.

## 음반 목록
정규 음
- Laid Back (1973)
- Playin' Up a Storm (1977)
- I'm No Angel (1987)
- Just Before The Bullets Fly (1988)
- Searching for Simplicity (1997)
- Low Country Blues (2011)
- Southern Blood (2017)

## 참고 문헌
- Allman, Gregg; Light, Alan (2012). 《My Cross to Bear》. William Morrow. ISBN 978-0-06-211203-3.
- Paul, Alan (2014). 《One Way Out: The Inside History of the Allman Brothers Band》. St. Martin's Press. ISBN 978-1-250-04049-7.
- Poe, Randy (2006). 《Skydog: The Duane Allman Story》. Backbeat Books. ISBN 978-0-87930-939-8.